# Raymond Plant, Baron Plant of Highfield
Raymond Plant, Baron Plant of Highfield FKC (* 19. März 1945) ist ein britischer Politiker der Labour Partei, Life Peer im britischen House of Lords sowie Universitätsprofessor für Rechtswissenschaft und Politische Philosophie.

## Leben und Karriere
Plant besuchte die Havelock School in Grimsby sowie das King’s College London, bis er 1966 auf die University of Hull ging.
Er unterrichtet derzeit als Professor für Rechtswissenschaft und Politische Philosophie an der King’s College London und Professor of Divinity am Gresham College, nachdem er von 1994 bis 2000 als Master am St Catherine’s College (Oxford) arbeitete. Er ist Ehrenmitglied des Harris Manchester College (Oxford). Vor seinem Wechsel nach Oxford war er Professor für Europäische Politik an der University of Southampton; davor war er Dozent für Philosophie an der University of Manchester.
1992 wurde er als Baron Plant of Highfield, of Weelsby in the County of Humberside, zum Life Peer erhoben und ist dadurch seither Mitglied des House of Lords.
Plant war von 2004 bis 2007 Mitglied des Nuffield Council on Bioethics, die sich mit bioethischen Fragen auseinandersetzt. Im House of Lords ist er Mitglied eines Ausschusses für Menschenrechte. Er ist ein Mitglied der Regierung und arbeitet an einem Gesetzentwurf im Unterausschuss des Ausschusses für den Europäischen Gemeinschaften mit. Er ist Autor mehrerer Bücher über politische Philosophie; außerdem ist er ein Kanoniker in der Kathedrale von Winchester.